# بخش اکس-آن
بخش اکس-آن (به فرانسوی: Arrondissement d'Aix-en-Provence) یک بخش در فرانسه است که در بوش-دو-رون واقع شده‌است.